# آنیک مالویل
آنیک دلیگانت که بیشتر با نام آنیک مالویل شناخته می‌شود (به انگلیسی: Annik Malvil) (زاده ۱۱ مه ۱۹۳۶ در ایکسل، بلژیک)، مدل و بازیگر سابق فرانسوی ساکن برزیل است.
آنیک در نوجوانی به برزیل نقل مکان کرد. در سال ۱۹۵۴، پس از کار به عنوان مدل، شروع به کار در ایستگاه‌های رادیویی و تلویزیونی در ریودوژانیرو و سائوپائولو کرد. اگرچه در بلژیک به دنیا آمده است، اما فرانسوی است، بنابراین در برزیل او را فرانسینیا می‌نامیدند.

## فیلم‌شناسی

### سینما
| سال  | عنوان                          | نقش              |
| ---- | ------------------------------ | ---------------- |
| ۱۹۷۵ | آنا، یک لیبرتینا               | ویزینها دی آنا   |
| ۱۹۷۳ | مردانی که داشتم                | تانیا            |
| ۱۹۷۰ | آیین سادیست‌ها                  |                  |
| ۱۹۷۰ | زندگی و شکوه یک رذل            | اولگا            |
| ۱۹۶۹ | کانگاسیرو بی خدا               | لوسیا            |
| ۱۹۶۸ | ام دیا، نوما سیداد             | سونیا            |
| ۱۹۶۸ | سفر به انتهای جهان             | پاندورا          |
| ۱۹۶۸ | بالاخره تنها… با دیگری         | فابین            |
| ۱۹۶۷ | بازی خطرناک                    | اسپوزا           |
| ۱۹۶۶ | ۰۰۷ ۱/۲ بدون کارناوال          |                  |
| ۱۹۶۶ | مراقب باش، جاسوس برزیلی در عمل | ایزابل           |
| ۱۹۶۶ | اسا گاتینها و مینها            | کلودیا           |
| ۱۹۶۴ | خانه دی ریو                    | مهماندار هواپیما |
| ۱۹۶۴ | پائو د آکوکار                  | چیکوینها         |
| ۱۹۶۳ | مغلوب‌ها                        |                  |
| ۱۹۶۱ | تعطیلات در آرایال              | نه ماریا آملیا   |
| ۱۹۶۰ | کنسیسائو                       |                  |

### تلویزیون
| سال  | عنوان                | نقش                    |
| ---- | -------------------- | ---------------------- |
| ۱۹۸۶ | خاطرات یک ژیگولو     | نانت                   |
| ۱۹۶۵ | چشمایی که دوست داشتم | کوندسا سونیا دی آلمبرگ |